# Cleome longifolia
Cleome longifolia là một loài thực vật có hoa trong họ Màng màng. Loài này được C.Presl mô tả khoa học đầu tiên năm 1831.